# نساء ديكنز
نساء ديكنز هو أداء فردي من تأليف ميريام مارجوليس وسونيا فريزر وبطولة مارجوليس. عرض في عام 1989 في مهرجان أدنبرة.

## عن المسرحية
تتضمن المسرحية 23 شخصية مختلفة (21 امرأة ورجلين) مستوحاة من شخصيات موجودة في روايات تشارلز ديكنز.

## أبرز الآراء
كُتب في سيدني مورنينج هيرالد: أن «الإنتاج المصمم بأناقة يركز على راوي القصص» (ديكنز)، ويسلط الضوء على كتابه «هوس الجمال الشباب والعلاقات المحير له مع أخواته في القانون».

## العرض
عرضت مارغوليس في أستراليا ونيوزيلندا عام 2007. رشحت مارجوليس لجائزة أوليفر في عام 1992. عرضن نساء ديكنز في جولة حول العالم عام 2012 كجزء من احتفالات الذكرى المئوية الثانية لميلاد ديكنز.